# El Paraíso, Culiacán
El Paraíso är en ort i Mexiko.   Den ligger i kommunen Culiacán och delstaten Sinaloa, i den västra delen av landet, 1 000 km nordväst om huvudstaden Mexico City. El Paraíso ligger 60 meter över havet och antalet invånare är 150.
Terrängen runt El Paraíso är platt. Runt El Paraíso är det ganska tätbefolkat, med 155 invånare per kvadratkilometer. Närmaste större samhälle är Villa de Costa Rica, 10,1 km väster om El Paraíso. Omgivningarna runt El Paraíso är en mosaik av jordbruksmark och naturlig växtlighet.